# Adorján Béla
Adorján Béla (1971. július 6. –) fafaragó, népi iparművész, politikus.
Jándon tevékenykedett iparművészként, fafaragóként. Rendezvényeken meghívottként részvételt vállalt az alábbi országokban: Magyarország, Ukrajna, Szlovákia, Románia.

## Politikai tevékenysége
2002-ben és 2006-ban Jánd legtöbb szavazatot kapott önkormányzati képviselője lett, két évig a település alpolgármesteri feladatait is ellátta. 2010-től a Szabolcs-Szatmár-Bereg Megyei Közgyűlés önkormányzati képviselője, az Ügyrendi, Jogi és Pénzügyi Bizottság elnöke.
2009-től a Jobbik tagja, a Jobbik Magyarországért Mozgalom megyei alelnöke volt.
2024 tavaszán nagy feltűnést keltett azzal, hogy Jándon miután kicserélte a helyi polgármester az Üdvözöljük Jánd községben feliratot No Migration, No Gender, No War feliratra, Adorján Béla ezt kicserélte Otthont, hitet, békét feliratra, ami után halálos fenyegetést kapott.
2024-ben indult az önkormányzati képviselőválasztáson Vásárosnaményban az Összefogás Megyénkért Szövetség logója alatt egyéni és vármegyei listán is, ezenkívül az európai parlamenti választáson is elindult a Jobbik színeiben önálló listán.
2024. június 29-én a Jobbik – Konzervatívok 38. tisztújító kongresszusán a párt elnökévé választották .

## Tagja az alábbi civil szervezetnek, csoportnak, népművészeti körnek
- Jándi Természetbarát Horgászok Egyesülete
- Szatmár Néptánc és Népművészeti Egyesület